# Schermer (Alkmaar)
Schermer (westfriesisch Skirmare; im Dialekt auch Skirmer und Skermer) war eine Gemeinde und zugleich ein Polder in der niederländischen Provinz Nordholland. Die Gemeinde umfasste nicht nur den gleichnamigen Polder, sondern auch den Polder Oterleek, den Mijzenpolder und den Eilandspolder. Nur die Ortschaften Stompetoren (mit dem Sitz der Gemeindeverwaltung) und Zuidschermer liegen auf dem Polder Schermer. Seit dem 1. Januar 2015 gehört Schermer zur Gemeinde Alkmaar.

## Ortschaften
Zu Schermer gehörten die folgenden Dörfer nebst einer Bauerschaft.

### Dörfer
- Driehuizen
- Grootschermer
- Oterleek
- Schermerhorn
- Stompetoren (Rathaus)
- Ursem (nur der Polder O, der Dorfkern von Ursem liegt in der Gemeinde Koggenland)
- Zuidschermer

### Bauerschaft
- Huigendijk (teilweise)

## Geschichte
Vor rund 1200 Jahren war das Gebiet, in dem die Gemeinde Schermer liegt, ein Veengebiet, durch das das Flüsschen Schermer floss. 1250 wurde von Menschenhand aus dem Flüsschen ein Binnensee, der mit dem IJsselmeer in Verbindung stand.
Der Name Schermer wird von skir mere hergeleitet, das „klarer See“ bedeutet. Die Gemeinde gehörte verschiedenen Gebieten an: Rekere, Westflinge und Waterland.
Der größte Teil des Sees wurde im 17. Jahrhundert eingepoldert. Der südliche Teil, der heutige Alkmaarer See (niederländisch Alkmaarder meer) blieb unangetastet. 1635 fiel der 47,7 km² große Polder trocken.
Am 1. Januar 2015 wurde Schermer in die Gemeinde Alkmaar eingegliedert.

## Politik

### Sitzverteilung im Gemeinderat
| Partei          | Sitze | Sitze |
| Partei          | 2006  | 2010  |
| --------------- | ----- | ----- |
| Schermer Belang | 3     | 4     |
| CDA             | 3     | 3     |
| VVD             | 2     | 2     |
| PvdA            | 3     | 2     |
| Gesamt          | 11    | 11    |

## Sehenswürdigkeiten
- Dorfkirche Grootschermer

## Söhne und Töchter
- Steven Rooks (* 1960), ehemaliger Radrennfahrer
- André Krul (* 1987), Fußballtorhüter
- Maartje Keuning (* 1998), Wasserballspielerin

### Sonstige Quellen
- G. Van de Ven (Hrsg.): Leefbaar laagland. 4., geänderte Auflage. Uitgeverij Matrijs, 1996, ISBN 90-5345-031-9, S. 33–35, 55–57, 104 und 131–136.
- T. Groenedijk: Nederlandse plaatsnamen. Slingenberg Boekproducties, Hoogeveen 2000, ISBN 90-76113-81-5.